# Minam-isine-yo
Minam-isine-yo (hangŭl: 미남이시네요, lett. Sei bellissimo; titolo internazionale You're Beautiful) è una serie televisiva sudcoreana del 2009. È stata anche trasmessa sul canale ufficiale della SBS su YouTube.
Sono stati realizzati due remake della storia: uno giapponese nel 2011 con il titolo Ikemen desu ne, e uno taiwanese nel 2013 con il titolo Yuan lai shi mei nan.

## Trama
Go Mi-nyu è cresciuta in orfanotrofio con il fratello gemello Mi-nam in seguito alla morte del padre, avvenuta quand'erano piccoli. Anni dopo, Mi-nam riesce a vincere le audizioni per entrare a far parte della boyband A.N.JELL e, spinto dal suo manager Ma Hoon-yi, vola negli Stati Uniti prima di firmare il contratto per ritoccare con la chirurgia plastica un difetto del contorno occhi. L'operazione, però, va storta e il giovane si ritrova a doversi sottoporre ad un intervento correttivo. Il suo manager prega allora Mi-nyu di fingersi il fratello per un mese, fino al suo ritorno: la ragazza, impegnata a sostenere gli ultimi esami di teologia prima di prendere i voti a Roma, è contraria all'idea, ma accetta per salvaguardare il sogno di Mi-nam, a patto che il manager li aiuti a trovare la madre, mai conosciuta.
Mi-nyu, nei panni di Mi-nam, entra così negli A.N.JELL e ne conosce i componenti: Hwang Tae-kyung, Kang Shin-woo e Jeremy. Mentre questi due sono amichevoli nei suoi confronti, Tae-kyung le è ostile e, dopo aver scoperto che è una ragazza, minaccia di rivelarlo a tutti. Mi-nyu riesce a convincerlo a non farlo, e Tae-kyung le permette di rimanere, mentre inizia a sviluppare dei sentimenti per lei. Anche Shin-woo e Jeremy si innamorano della giovane, con l'unica differenza che il primo scopre il segreto di Mi-nyu ma lo tiene per sé, mentre il secondo continua a credere che sia un ragazzo e inizia a interrogarsi sul proprio orientamento sessuale. La storia segue le vicissitudini di Mi-nyu, impegnata a mantenere segreta la sua identità mentre si esibisce con gli A.N.JELL, e a scoprire il passato di sua madre, in cui sembra essere coinvolta la madre di Tae-kyung.

## Personaggi
- Go Mi-nyu/Go Mi-nam, interpretati da Park Shin-hye
Goffa e impacciata, ma molto spontanea e genuina, Mi-nyu ha voce e aspetto identici a quelli del fratello gemello Mi-nam, tanto che risulta estremamente difficile distinguerli. Si sostituisce a lui come tastierista e cantante, prendendo le sembianze di un ragazzo, e diventa così uno dei membri più ammirati e amati dalle fan.
- Hwang Tae-kyung, interpretato da Jang Geun-suk e da Kang Soo-han (da piccolo)
Cantautore di talento, di bell'aspetto e molto popolare, vari problemi familiari hanno contribuito a renderlo irascibile: critico oltremisura e ossessivo, è allergico ai pollini, odia le carote e i conigli, dopo essere stato morso da uno di questi da piccolo; ha paura del buio. Sua madre era una famosa cantante che, per inseguire la sua carriera, ha abbandonato il figlio quando questi era ancora molto piccolo. Anche il padre era un direttore d'orchestra molto famoso. Verrà a sapere in seguito che, in realtà, la madre l'aveva abbandonato a causa del suo ex-amante, il padre di Mi-nyu: ciò complicherà ulteriormente la già difficoltosa situazione tra i due.
- Kang Shin-woo, interpretato da Jung Yong-hwa
Chitarrista della band, ha una personalità gentile e scoprirà subito l'identità di Mi-nyu, ma terrà il segreto. Silenziosamente cerca di starle vicino e aiutarla; nel frattempo svilupperà sentimenti forti nei suoi confronti.
- Jeremy, interpretato da Lee Hong-ki
Batterista del gruppo, è per metà di origine nobile e scozzese. Di carattere giocoso, semplice ed infantile, è colui che porta sempre allegria e gioia agli altri membri della band. Sarà l'ultimo a venire a conoscenza dell'identità segreta di Mi-nyu, dopo avere a lungo creduto che i suoi amici fossero divenuti improvvisamente gay per l'interesse crescente che dimostravano nei confronti di Mi-nam. Ha un cane, Jolie, a cui è profondamente affezionato.
- Sa Yu-ri, interpretata da Bae Geu-rin
Presidentessa del fan club ufficiale degli A.N.JELL, perennemente appostata assieme ai suoi membri con cartelli di benvenuto all'uscita della sala prove.
- Ma Hoon-yi, interpretato da Kim In-kwon
Manager di Go Mi-nam, imbastirà tutto un inganno con la complicità di Mi-nyu nell'intento di salvare la carriera di Mi-nam.
- Kim Young-woo, interpretato da Jang Won-young
Fotografo del Nara Daily News. Sospetta che gli A.N.JELL nascondano qualcosa e cercherà di scoprire la verità ad ogni costo.
- Choi Mi-ja, interpretata da Choi Ran
Zia paterna di Mi-nam e Mi-nyu, lavora come governante in un ostello della gioventù. Dopo aver visto Mi-nyu/Mi-nam in televisione, inizia a cercare i nipoti affinché possano aiutarla a ripagare i suoi molti debiti.
- Presidente Ahn, interpretato da Jung Chan
Presidente della società di produzione che finanzia gli A.N.JELL. Fin dall'inizio tenuto completamente all'oscuro della vera identità di Mi-nam, pensa solo a come poter far più soldi.
- Yoo He-yi, interpretata da Uee
Famosa attrice soprannominata "fata nazionale", si innamora di Tae-kyung, che tuttavia non la sopporta, conoscendone il carattere arrogante e bugiardo, nascosto sotto un'apparenza dolce. Saputa la verità su Mi-nyu, inizierà a causare molti problemi a lei e agli altri membri del gruppo, e minaccerà di rivelare la verità se Tae-kyung non inizierà ad uscire con lei.
- Mo Hwa-ran, interpretata da Kim Sung-ryung
La madre di Tae-kyung, che l'ha abbandonato quand'era piccolo. È una famosa cantante, e nessuno è a conoscenza che abbia un figlio. In passato era innamorata del padre di Mi-nyu, che compose una delle sue canzoni, e si convinse che lui la ricambiasse, quando invece non era così.
- Stilista Wang, interpretata da Choi Soo-eun
Stilista degli A.N.JELL, è complice di Hoon-yi nel far credere che Mi-nyu sia Mi-nam.

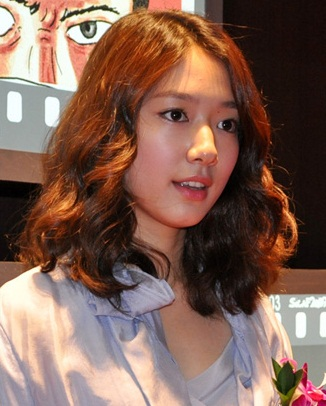
Park Shin-hye interpreta Go Mi-nam/Go Mi-nyu.
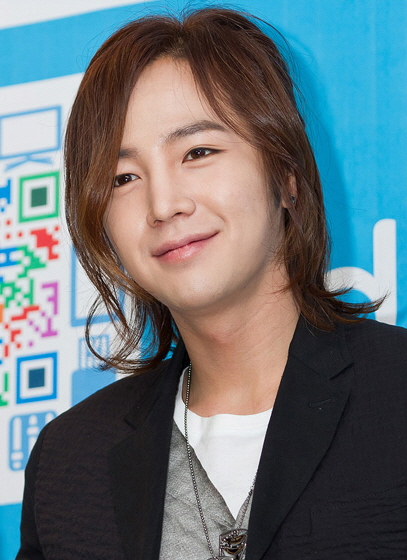
Jang Geun-suk interpreta Hwang Tae-kyung.
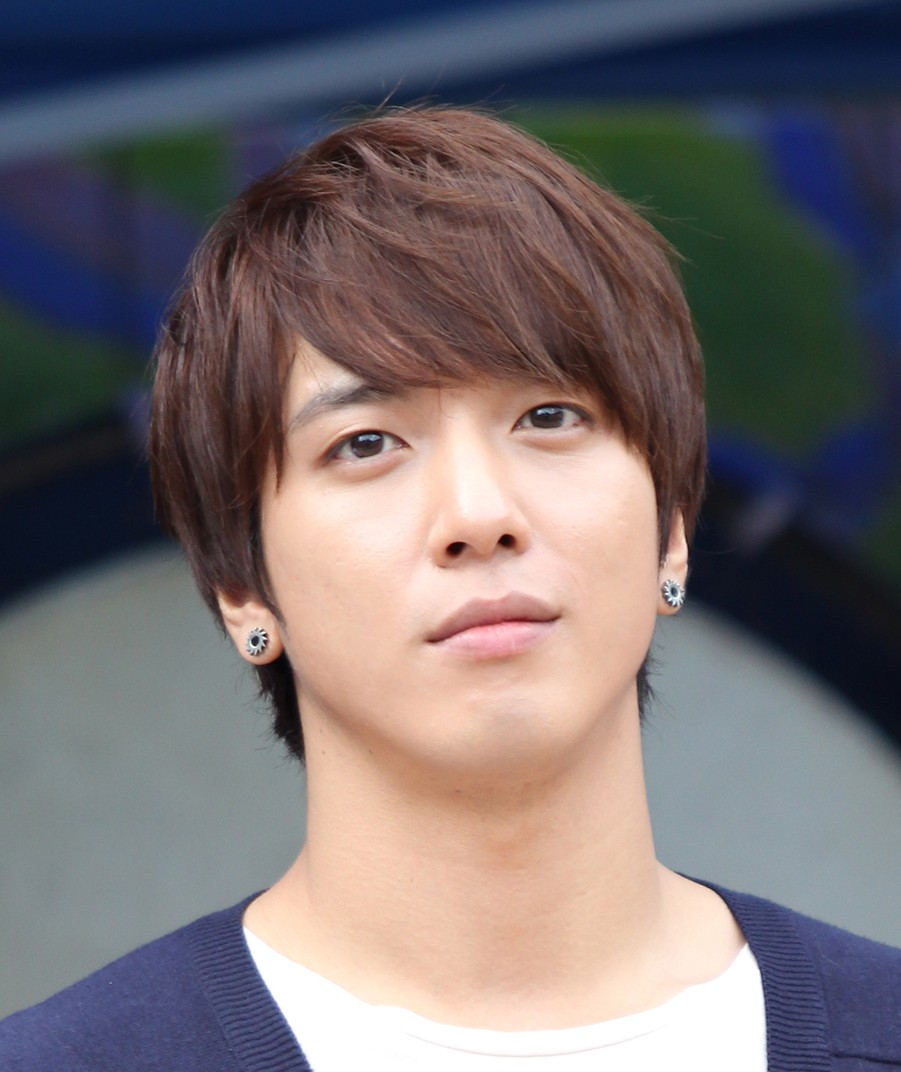
Jung Yong-hwa interpreta Kang Shin-woo.
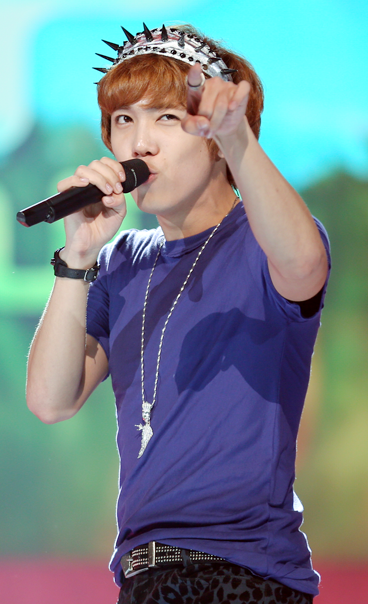
Lee Hong-ki interpreta Jeremy.
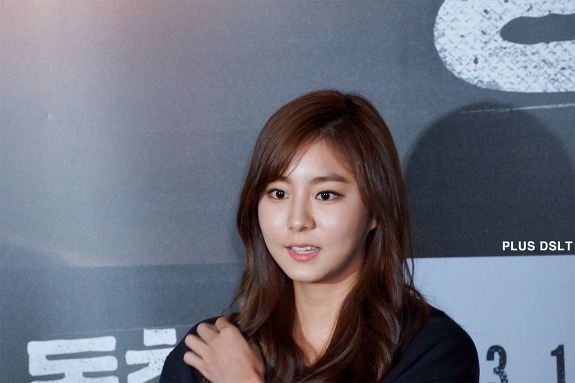
Uee interpreta Yoo He-yi.

## Produzione
Jang Geun-suk e Park Shin-hye entrarono nel cast per primi, e il regista Hong Sung-chang dichiarò che ben si adattavano all'idea di idol che aveva in mente. Lee Hong-ki, la cui ultima apparizione sugli schermi era stata nel 2005, fece il suo ritorno ottenendo il ruolo di Jeremy. La parte di Shin-woo segnò invece il debutto come attore di Jung Yong-hwa, già membro della band CN Blue.

## Accoglienza
Durante la produzione della serie, molte case automobilistiche offrirono le loro auto con scopi promozionali.
La colonna sonora vendette 20 000 copie nella prima settimana a causa della popolarità della serie. Il drama, inoltre, mostra un concerto degli A.N.JELL: le riprese sono state realizzate durante un mini-evento a cui hanno partecipato 25.000 fan.
La serie è stata trasmessa in tutta l'Asia. In Giappone è stata il programma più visto nella fascia oraria di trasmissione ed è diventato il drama coreano più popolare, superando Gyeo-ul yeon-ga. Minam-isine-yo è stato inoltre editato in modo da realizzarne un film, poi proiettato nei cinema del circuito giapponese, insieme a Seonggyun-gwan scandal.

### Ascolti
| Numero episodio | Data di trasmissione originale | Share medio         | Share medio                | Share medio         | Share medio                |
| Numero episodio | Data di trasmissione originale | Dati TNmS           | Dati TNmS                  | AGB Nielsen         | AGB Nielsen                |
| Numero episodio | Data di trasmissione originale | A livello nazionale | Area metropolitana di Seul | A livello nazionale | Area metropolitana di Seul |
| --------------- | ------------------------------ | ------------------- | -------------------------- | ------------------- | -------------------------- |
| 1               | 7 ottobre 2009                 | 10,8%               | 11,6%                      | 9,2%                | 9,7%                       |
| 2               | 8 ottobre 2009                 | 9,6%                | 10,2%                      | 7,6%                | 8,0%                       |
| 3               | 14 ottobre 2009                | 8,3%                | 8,5%                       | 7,5%                | 8,1%                       |
| 4               | 15 ottobre 2009                | 8,9%                | 9,4%                       | 7,7%                | 7,9%                       |
| 5               | 21 ottobre 2009                | 9,0%                | 9,2%                       | 8,4%                | 8,5%                       |
| 6               | 22 ottobre 2009                | 10,0%               | 10,2%                      | 8,9%                | 9,4%                       |
| 7               | 28 ottobre 2009                | 9,6%                | 10,2%                      | 8,6%                | 8,8%                       |
| 8               | 29 ottobre 2009                | 9,8%                | 10,3%                      | 9,0%                | 9,3%                       |
| 9               | 4 novembre 2009                | 9,8%                | 10,3%                      | 9,4%                | 9,6%                       |
| 10              | 5 novembre 2009                | 10,0%               | 10,5%                      | 10,8%               | 11,6%                      |
| 11              | 11 novembre 2009               | 11,0%               | 11,3%                      | 10,4%               | 10,5%                      |
| 12              | 12 novembre 2009               | 11,1%               | 11,1%                      | 10,9%               | 10,6%                      |
| 13              | 18 novembre 2009               | 10,6%               | 11,1%                      | 9,1%                | 8,8%                       |
| 14              | 19 novembre 2009               | 10,1%               | 10,0%                      | 9,4%                | 9,6%                       |
| 15              | 25 novembre 2009               | 10,9%               | 11,7%                      | 9,5%                | 9,6%                       |
| 16              | 26 novembre 2009               | 11,9%               | 12,2%                      | 10,3%               | 11,0%                      |
| Media           | Media                          | 10,1%               | 10,5%                      | 9,2%                | 9,4%                       |

## Riconoscimenti
2009 SBS Drama Awards
- Top Ten Star Award (Jang Geun-suk)
- Netizen Highest Popularity Award (Jang Geun-suk)
- New Star Award (Park Shin-hye)
- New Star Award (Lee Hong-ki)
- New Star Award (Jung Yong-hwa)

2011 USTv Awards
- Best Foreign Soap Opera[16]